# アブラギリ
アブラギリ（油桐、学名：Vernicia cordata）は、トウダイグサ科の落葉高木。種子から桐油（きりゆ、tung oil）と呼ばれる油を採取して塗料などに用いる。東アジア産のアブラギリやシナアブラギリはAleurites 属から分離してVernicia 属とすることもある。

## 特徴
西日本と中国に自生し、また栽培もされる。葉の形はキリに似る。葉の基部には柄のついた蜜腺が1対ある。花は6月頃咲き、5弁で白く径3cmほど、円錐花序をなしよく目立つ。果実は円い蒴果で6個の大きな種子を含み、秋に熟す。
種子から採れる桐油は不飽和脂肪酸を多く含む乾性油であるため、塗料や印刷インキ、油紙の材料として盛んに使われた。ただし、エレオステアリン酸など毒性を持つ不飽和脂肪酸を含むため、食用にはできない。別名ドクエ（毒荏）といい、これは古くから種子の油を食用や塗料用として用いたエゴマ（荏）と対比した名前である。
現在は油の原料としてアブラギリでなく中国原産のシナアブラギリ（オオアブラギリ、A. fordii）を使う。これはアブラギリより大型で、葉の蜜腺には柄がなく直接つく。この油は中国などから多く輸入されて家具の塗料などに使われている。
近年、バイオディーゼルの供給源として注目されているナンヨウアブラギリは本種とは別属の樹木である。

## その他
台湾で『桐』という字はアブラギリを指す。台湾を代表する植物である。
なお古来中国における桐は主にアオギリ（梧桐、アオイ科）を指し、日本で好まれるキリ（キリ科）のいずれともアブラギリはごく遠縁の別樹種である。